# Helen Ware

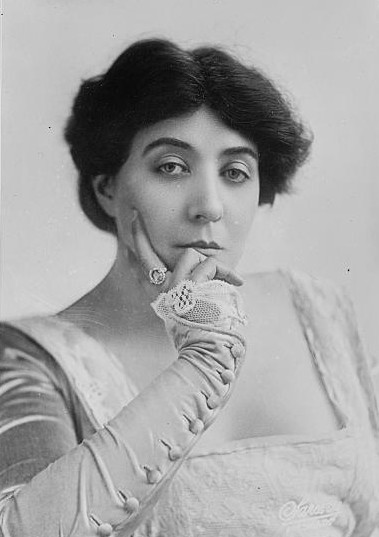
Helen Ware (1909)

Helen Ware, geb. Remer, (* 15. Oktober 1877 in San Francisco, Kalifornien; † 25. Januar 1939 in Carmel-by-the-Sea, Kalifornien) war eine US-amerikanische Schauspielerin.

## Leben
Helen Remer wurde 1877 als Tochter von John August Remer und Elinor Maria Remer (geb. Ware) geboren. Den Mädchennamen ihrer Mutter nahm sie als Künstlernamen an.
Ware war seit 1919 mit dem Schauspieler Frederick Burt (1876–1943) verheiratet.

## Wirken
Helen Ware spielte von 1914 bis 1935 in mehr als 40 Filmen mit, darunter Mrs. Taylor in Der Mann aus Virginia, Portia Brooks in The Keyhole und Miss Anthrop in Novak liebt Amerika. Ihre ersten Filmrollen hatte sie in Stummfilmen.

## Filmografie (Auswahl)
- 1916: Secret Love
- 1929: Der Mann aus Virginia (The Virginian)
- 1929: Half Way to Heaven
- 1930: Abraham Lincoln
- 1931: The Reckless Hour
- 1932: Der Abend des 13. Juni (The Night of June 13)
- 1933: The Keyhole
- 1933: Morgenrot des Ruhms (Morning Glory)
- 1933: Liebe und andere Geschäfte (She Had to Say Yes)
- 1934: Sadie McKee
- 1935: Novak liebt Amerika (Romance in Manhattan)